# Final Cut Studio

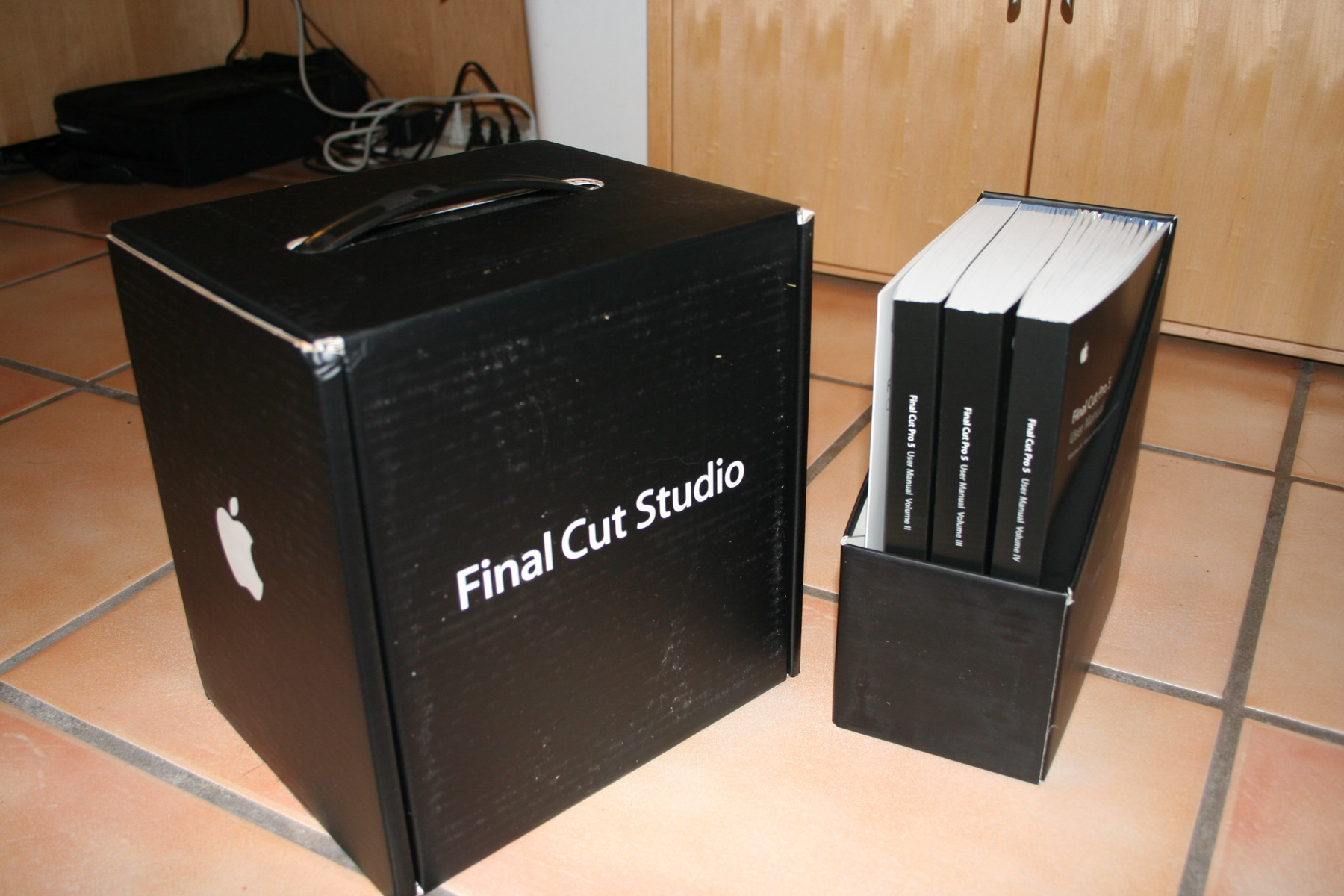
Коробка с пакетом Final Cut Studio. Фото 2006 года

Final Cut Studio — пакет программ для профессиональной обработки видео. Работает только в операционной системе macOS от Apple.
Первым полнометражным фильмом, полностью смонтированным в программе «Final Cut Pro», стал анимационный фильм Тима Бёртона «Труп невесты» (2005).
В рейтинге наиболее полезных из используемых в настоящее время технологий 2008 года пакет программ «Final Cut Studio 2» занял 28 место.
Последняя версия Final Cut Studio вышла в июле 2009 года. Была заменена программой Final Cut Pro, а затем Final Cut Pro X.